# 小行星25822
小行星25822（25822 Carolinejune）是一颗绕太阳运转的小行星，为主小行星带小行星。该小行星于2000年2月20日发现。

## 轨道参数
小行星25822的轨道半长轴为471 128 009 km，3.1492514 UA，离心率为0.131。